# Sylvia Saringer

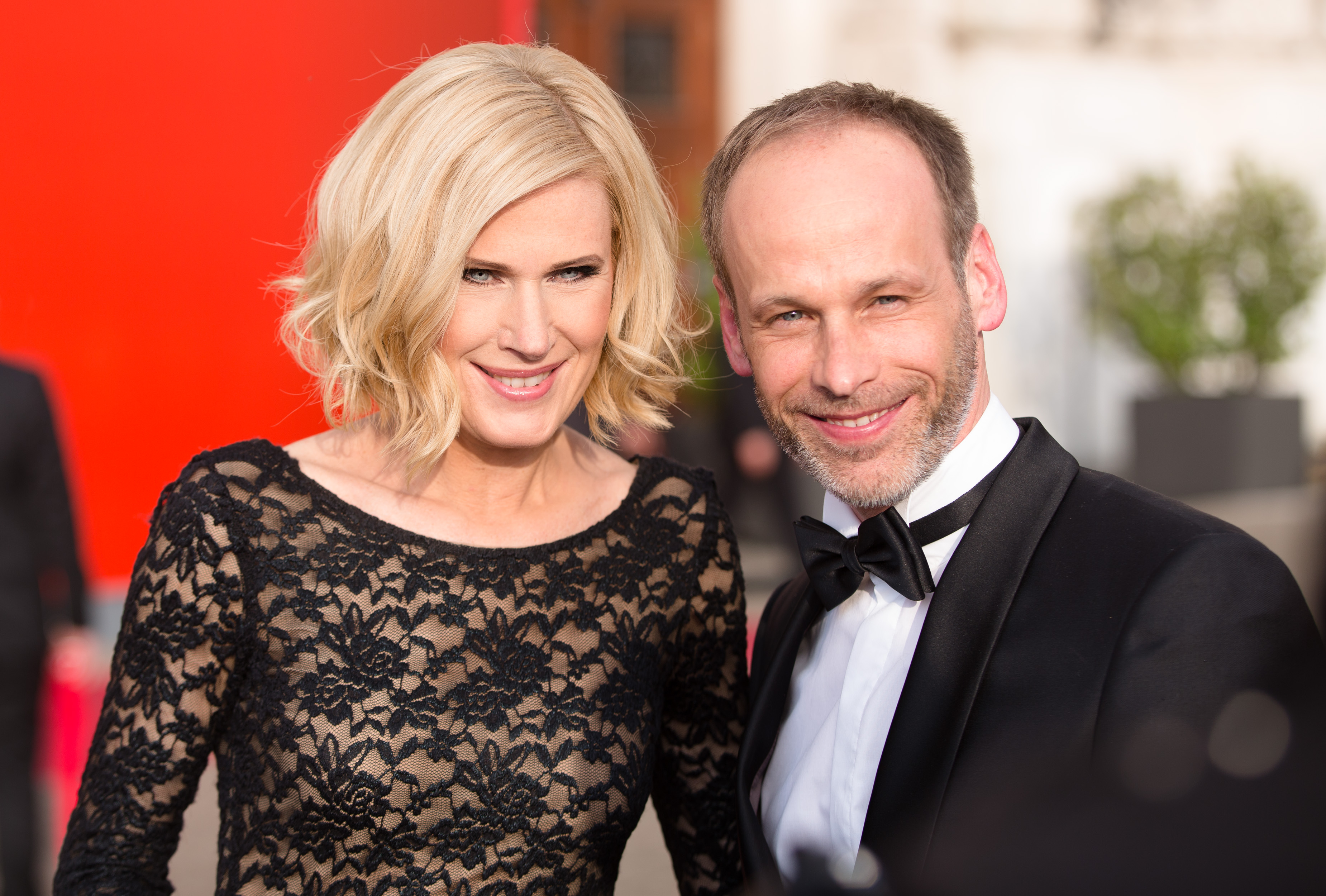
Sylvia Saringer und Marcus Wadsak (2016)

Sylvia Saringer (* 18. Jänner 1971 in Wien) ist Moderatorin beim österreichischen Privatsender ATV.

## Leben und Wirken
Saringer schloss ein Studium der Publizistik- und Politikwissenschaften ab und begann ihre Karriere als Moderatorin bei „Radio Max“ („Einkaufsradio“ des REWE-Konzerns), gefolgt vom Privatradio Antenne Wien. Nach Sendestart von ATV, dem ersten österreichweit empfangbaren Privat-Fernsehsender, moderierte sie dort die Sendung „check it - das Boulevardmagazin von ATV“.
Von Mai 2003 bis Juni 2005 leitete sie die Kommunikations- und PR-Abteilung von Premiere Austria und war Chefredakteurin der Sendung „simple moor - Das Gespräch mit Dieter Moor“. Im Anschluss wechselte Saringer wieder zu ATV (damals: „ATVplus“), wo sie seit 16. Juli 2005 Redakteurin und Moderatorin der täglichen Nachrichtensendung ATV Aktuell ist. 2007 machte sie im Rahmen einer Psychotherapie-Ausbildung den Master in NLP (Neuro-Linguistisches Programmieren), was ihr eine bessere Mitverfolgung und Analyse von Gesprächen erlaube.
Seit 2008 moderiert Saringer regelmäßig auch die Wahldiskussions-Sendungen („Meine Wahl“) des Senders, erstmals anlässlich der Nationalratswahlen 2008. Seit 2009 moderiert Saringer auch die Diskussionssendung „Am Punkt“ und präsentiert das Doku-Format „ATV Dokument“. 2018 moderierte sie anlässlich der Nationalratswahl die Sendung „Reality Check“  und wurde mehrmals für den österreichischen Fernsehpreis ROMY in der Kategorie Information nominiert.
Saringer war von 2010 bis 2022 mit dem ORF-Meteorologen Marcus Wadsak liiert. Gemeinsam wurden sie 2012 Eltern einer Tochter.